# 백금족 원소
백금족원소(白金族元素, 영어: platinum metals)는 주기율표 제8, 9, 10족에 속하는 원소 중에서 루테늄(Ru), 로듐 (Rh), 팔라듐(Pd), 오스뮴(Os), 이리듐(Ir), 백금(Pt) 등 6원소의 총칭이다. 10족을 뜻하는 백금족과는 다르다. 대표적인 전이원소(轉移元素)로 모두 희유원소(稀有元素)에 속한다. 서로 성질이 비슷한 귀금속이며 천연으로 혼합 된 합금으로 산출되지만 양이 적다.

## 성질
회백색의 광택이 있고 화학적으로 안정하다. 특히 로듐, 팔라듐, 백금은 전연성(展延性)이 좋다. 모두가 녹는점이 높고 비중이 크며 부식이 잘 되지 않는 귀금속이다. 또 화학적 성질은 비활성이며 산·알칼리에 잘 침식되지 않는다. 루테늄과 오스뮴, 로듐과 이리듐, 팔라듐과 백금의 성질이 특히 비슷하다. 각종 무기·유기화학 반응, 특히 산화 환원반응의 뛰어난 촉매(觸媒)다.

## 용도
백금족 원소는 무기·유기화학 반응, 산화 환원반응의 뛰어난 촉매이기 때문에 여러 공업에서 촉매로 이용되고 여러 오염물질을 정화하는 용도로도 쓰인다. 자동차 배기구에 백금족 원소를 코팅해 산소와 탄화수소화합물의 활성도를 높여 이산화탄소와 물로 분해될 수 있게끔 반응이 잘 일어나도록 돕는다. 그 외에도 오존 농도를 낮추는 데도 이용하고, 휘발성 유기화합물의 처리, 맹독성 다이옥신을 약독성으로 만드는 데도 이용된다.

### 루테늄의 용도
루테늄은 주로 다른 백금족 원소의 경도를 높이는 경화제(硬化劑)로 사용된다. 팔라듐·루테늄합금은 장식용, 백금·루테늄합금은 장식용·전기접점(電氣接點) 재료용으로 사용된다. 오스뮴·로듐과의 합금은 펜촉 등에 사용되기도 한다. 루테늄화합물은 일산화탄소를 수소화하여 고분자량(高分子量)의 파라핀을 제조하는 촉매로 사용되고, 루테늄산 등 화합물은 현미경 검사 때 염료에 염색이 잘 안되는 근육 등 생물조직을 염색하는 데 쓰인다.

### 로듐의 용도
순수한 로듐은 반사거울에 쓰이며, 또 백금의 경화원소(硬化元素)로도 사용된다. 백금-로듐합금은 내식성(耐蝕性)·내열성이 뛰어나 저항체·열전쌍(熱電雙), 암모니아의 산화용 촉매, 내열재·내식재 등으로 이용한다. 또 진공도금으로 유리에 증착시켜 간섭필터로도 사용된다.

### 팔라듐의 용도
백금보다 값이 싸며 가볍고 단단하므로 전기접점·고급 외과 수술용 기구·열계측기·베어링·치과 재료·장식용 귀금속 등으로 쓰인다. 수소를 잘 흡수하고, 이 수소를 방출시키면 활성도 강하므로 수소의 정제에 쓰인다.

### 오스뮴의 용도
수소첨가·암모니아합성 등 각종 반응의 촉매로 쓰이는 외에 전기접점재료, 전구의 필라멘트, 축음기의 바늘 등으로 사용된다. 이리듐과의 합금은 펜촉이나 정밀 베어링으로 사용된다.

### 이리듐의 용도
이리듐은 백금족원소의 금속을 경화시키기 때문에, 미터원기(原器: 백금 90%, 이리듐 10%)나 만년필의 촉(이리도스민) 등에 사용된다. 이 밖에 고융점(高融點) 유리압출용 다이스, 고온반응용 도가니 등과 전기장치·치과재료 등에도 사용된다.

### 백금의 용도
화학실험실에서 백금과 백금의 합금은 전극 또는 물질을 고온으로 가열할 수 있는 도가니와 접시로 쓰인다. 고온과 전기 아크의 화학작용에 대해 잘 견디므로 전기 접촉장치와 내연기관의 점화장치에 쓰인다. 또한 보석과 치과용 합금으로 널리 쓰이고, 백금-이리듐 합금은 외과용 핀으로 쓰인다.